# Chrysophyllum acreanum
Chrysophyllum acreanum là một loài thực vật có hoa trong họ Hồng xiêm. Loài này được A.C.Sm. mô tả khoa học đầu tiên năm 1936.